# Premis literaris catalans
Catalunya és pròdiga en premis literaris: n’hi ha més d'un miler. Dinamitzen el sector, però també han rebut crítiques pel marcat caràcter comercial d'alguns. Es poden dividir en dos grups: els d'obres inèdites, encapçalats pel Sant Jordi, i els d'obres ja publicades, amb el Premi Nacional de Literatura al capdavant.

## Premis literaris a obra inèdita

### Andorra
El Premi Carlemany de novel·la és una iniciativa del Govern d'Andorra, la Fundació Enciclopèdia Catalana i les editorials Proa i Columna, que editen l'obra guanyadora i tenen l'opció preferent d'editar la resta de les presentades. L'autor guardonat rep 42.000 euros. Aquest premi situa, des del 1994, l'únic territori que té el català com a única llengua oficial al mapa de la literatura catalana.
El Premi Ramon Llull va ser creat el 1981 per l'editorial Planeta i es concedeix, des del 2006, en col·laboració amb el Govern d'Andorra. S’atorga a una obra de prosa de ficció o de no-ficció i ha estat, des de la creació, el més ben dotat econòmicament, amb 90.000 euros.

### Catalunya
El Premi Sant Jordi de novel·la, que premia la millor novel·la inèdita, el convoca Òmnium Cultural des del 1960. Aquest premi, dotat amb 60.000 euros, és l'hereu del Premi Joanot Martorell, que es va celebrar entre els anys quaranta i cinquanta, i del primer Joan Crexells. L'equivalent en poesia és el Carles Riba, que el 1959 va rellevar el premi L'Óssa Menor, que s'atorgava des dels cinquanta. A l'Óssa Menor el va precedir, als trenta, el Joaquim Folguera. L'autor premiat rep 3.000 euros. Els dos guardons es lliuren a la Festa de les Lletres Catalanes –Nit de Santa Llúcia–, que té un cartell d'una dotzena de premis.
El Premi Josep Pla distingeix obres de qualsevol gènere de la prosa literària: novel·la, conte, relat, llibre de viatges, memòries, biografia, diari..., i el concedeix Edicions Destino cada nit del dia de Reis des de l'any 1968 al barceloní hotel Ritz, paral·lelament al també prestigiós Premi Nadal –el més antic de les lletres castellanes–. Malgrat el seu renom, la dotació econòmica és relativament modesta: 6.000 euros.
El Premi Sant Joan Caixa Sabadell de literatura catalana va instituir-lo el 1980 l'Obra Social Caixa Sabadell, integrada, ara, a l'Obra Social d'Unnim. És tan generós com el Pla pel que fa als gèneres admesos, però és més esplèndid quant a dotació: 35.000 euros lliures d'impostos, a part dels drets d'autor, la qual cosa el fa únic entre els premis catalans. L'obra guanyadora la publica Edicions 62.
Els tres grans Premis Literaris de Girona, convocats per la Fundació Prudenci Bertrana, són el Premi Prudenci Bertrana de novel·la, nascut el 1968 i dotat amb 30.000 euros; el Miquel de Palol de poesia, que existeix des del 1978 i destina 2.400 euros a qui el guanya, i el Carles Rahola d'assaig, que es lliura des del 1980 i el guanyador del qual rep 6.000 euros. Completen els guardons gironins, que es concedeixen al setembre, el Ramon Muntaner de literatura juvenil, el Cerverí de lletres per a cançó i el LletrA de webs de literatura catalana.
Els dos premis literaris més importants de Lleida són el Premi Josep Vallverdú d'assaig, nascut el 1984 i dotat amb 9.000 euros, i el Premi Màrius Torres de poesia que existeix des del 1996 i destina 6.000 euros a qui el guanya. Ambdós guardons són convocats anualment per la Paeria i són atorgats públicament al mes de novembre.
Els premis literaris més rellevants del Camp de Tarragona són els Premis Literaris Ciutat de Tarragona, convocats per l'ajuntament de la ciutat, a través de la Casa de les Lletres, Òmnium Cultural del Tarragonès i el Centre de Normalització Lingüística de Tarragona. Es convoquen tres premis: el de novel·la Pin i Soler, dotat amb 21.000 € i que edita Angle editorial; el de traducció Vidal Alcover, sota la forma de premi-beca, dotat amb 12.000 € i que editen les Edicions de 1984; i el de narrativa breu Tinet, dotat amb 1.000 € i que edita Cossetània Edicions. La convocatòria es fa pública durant el mes d'octubre de cada any; el termini de presentació es tanca el 15 de gener i el lliurament dels premis té lloc durant la primavera.

### Illes Balears
A les Illes, els Premis literaris Ciutat de Palma més destacats són el Llorenç Villalonga de novel·la, dotat amb 24.000 euros, i el Joan Alcover de poesia, amb 12.000. Els convoca l'Ajuntament de Palma des del 1958 i des del 1955, respectivament. Els guardons inclouen el Camilo José Cela de crítica literària en català o castellà, el d'Animació Independent, l'Antoni Gelabert d'arts visuals, el de Còmic i diverses beques.

### País Valencià
Els premis literaris valencians per excel·lència són els Octubre, una iniciativa de l'editorial Tres i Quatre. Inclouen l'Andròmina de narrativa, dotat amb 12.000 euros; el Vicent Andrés Estellés de poesia, amb 5.000; i el d'assaig Joan Fuster, amb 6.000, el més antic, ja que es remunta al 1972 –els altres dos van aparèixer l'any següent–. Dins la convocatòria hi ha, també, el premi de teatre. Entre la resta de premis convocats per entitats i ajuntaments del País Valencià, destaquen els Premis Literaris Ciutat d'Alzira, instituïts per Bromera als noranta i que inclouen el Premi de Novel·la Ciutat d'Alzira, dotat amb 18.000 euros, el premi europeu de divulgació científica i el premi de narrativa juvenil. Completen el cartell el Premi de Narrativa Infantil Vicent Silvestre, un premi d'assaig, un de poesia i un de teatre.

### Premis amb menys dotació econòmica
Aquesta selecció d'una desena de cartells de premis a obra inèdita inclou els de prosa més ben dotats econòmicament i mostra l'atenció dels convocants a la diversitat de gèneres literaris. Tots són organitzats o explotats per editorials i, per tant, obeeixen en certa manera a interessos comercials. Alhora, en molts casos la primera iniciativa ha estat històricament, i continua sent sovint, d'entitats de la societat civil i, sobretot d'ençà dels primers anys de la Transició, de l'administració municipal. No tots aquests premis literaris garanteixen la publicació dels treballs guardonats, però les iniciatives dinamitzen el sector i tenen un paper cabdal a l'hora de fomentar la descoberta del plaer de la lectura, despertar noves vocacions literàries i afermar talents. Els premis més veterans, en aquest sentit, són el Joan Santamaria, l'Amadeu Oller de poesia per a autors inèdits menors de trenta anys i el Recull de Blanes.

## Premis a obra publicada
Pel que fa als premis a obra publicada, es pot distingir entre els institucionals i els d'iniciativa privada, generalment vinculats a entitats culturals com l'Ateneu Barcelonès o a publicacions com la revista ‘Serra d'Or’. En la majoria dels casos són concedits per un jurat de prestigi, però no és insòlit que es busquin fórmules per donar veu als lectors.
Destaca el Premi Nacional de Literatura, que forma part dels Premis Nacionals de Cultura, adjudicats, des del 2009, pel Consell Nacional de la Cultura i de les Arts (CoNCA). Com els altres guardons de la cultura catalana, incorpora una dotació de 18.000 euros; existeix, amb aquest nom, des que el Govern català va unificar les seves distincions culturals el 1995.
El Premi Llibreter el lliura des del 2000 el Gremi de Llibreters de Catalunya a obres publicades al llarg de l'any anterior. Des del 2010, els llibreters reconeixen tres títols: un de narrativa catalana, un d'altres narratives, publicat en català o en castellà, i un àlbum il·lustrat. Entre tots els premis a obra publicada, aquest és el que té una incidència comercial més directa.
El degà dels premis literaris catalans, el Joan Creixells de novel·la, el concedeix l'Ateneu Barcelonès des del 1928 i honora la memòria del filòsof del mateix nom. Després d'una primera etapa entre el 1928 i el 1938, estroncada per la persecució franquista, el premi va renéixer el 1981 per premiar la millor obra publicada l'any de la convocatòria. El 2005 va tornar a donar diners al guanyador, que en percep, actualment, 6.000 euros.
Els Premis de la Crítica Serra d'Or els atorga des del 1967 la revista Serra d'Or editada per l'Abadia de Montserrat. Tenen quatre categories –literatura i assaig (Premi Crítica Serra d'Or de Literatura i Assaig), recerca, teatre i literatura infantil i juvenil (Premi Crítica Serra d'Or de Literatura Infantil i Juvenil) –, cadascuna de les quals inclou, a més a més, diversos apartats, fins a sumar més d'una dotzena de guardons.
Els Premis de la Crítica els va crear l'Associació Espanyola de Crítics Literaris el 1956. El 1962 hi van incorporar les modalitats de narrativa (Premi de la Crítica de narrativa catalana) i poesia (Premi de la Crítica de poesia catalana) catalanes, que no va tornar a convocar fins al 1976; a partir del 1978, van adquirir caràcter anual. Des del 2002, l'Associació d'Escriptors en Llengua Catalana (AELC) coordina els Premis de la Crítica Catalana.
El Lletra d'Or van fundar-lo el 1956 a Barcelona un grup de nou escriptors –no pas cap institució ni editorial– per reconèixer el millor llibre de l'any transcorregut. L'autor rep una lletra d'or –una fi, el vint-i-unè caràcter de l'alfabet grec– elaborada, successivament, per tres generacions dels joiers Capdevila.
El 2017 es va crear el Premi Òmnium a la Millor Novel·la de l'Any, dotat amb 20.000 euros directes per a l'autor/a i 5.000 per a la promoció del llibre, esdevenint així el premi a obra publicada més ben dotat de les lletres catalanes. El premi té tres fases: un comitè de selecció independent fa una primera tria entre totes les novel·les publicades l'any anterior (d'octubre a octubre). Posteriorment, un jurat format per cinc persones de reconegut prestigi en l'àmbit acadèmic i de la crítica literària tria tres obres finalistes d'entre les quals, finalment, escollirà l'obra guanyadora.
La Societat Catalana de Ciència-ficció i Fantasia atorga el Premi Ictineu. Té quatre categories: Novel·la original en català, novel·la traduïda al català, conte original en català i conte traduït al català. És un premi que es basa parcialment en jurat popular i parcialment en jurat escollit, i guardona els obres de ciència-ficció, fantasia i terror publicades durant l'any anterior. La mateixa societat col·labora des de l'any 2020 amb el Consell Català del Llibre Infantil i Juvenil en la convocatòria dels Premis Alba, organitzats per l'associació cultural El Biblionauta, i que premien la literatura de gènere fantàstic publicada en llengua catalana dirigida als lectors joves. La mateixa associació El Biblionauta organitza també els Premis Imperdibles d'elecció popular, en la doble categoria de millor obra escrita originalment en català i millor obra traduïda al català.
Amb una modalitat en castellà des del seu naixement, el 2000, i una altra en català des del 2004, el jove Premi Salambó el convoca el cafè barceloní del mateix nom amb suport públic i privat. El jurat de la variant en català el formen set escriptors de renom dels Països Catalans. Com tots els reconeixements per a obres ja publicades citats llevat del Nacional i del Creixells, té molta reputació, però cap dotació econòmica.